# Uriarte Talavera

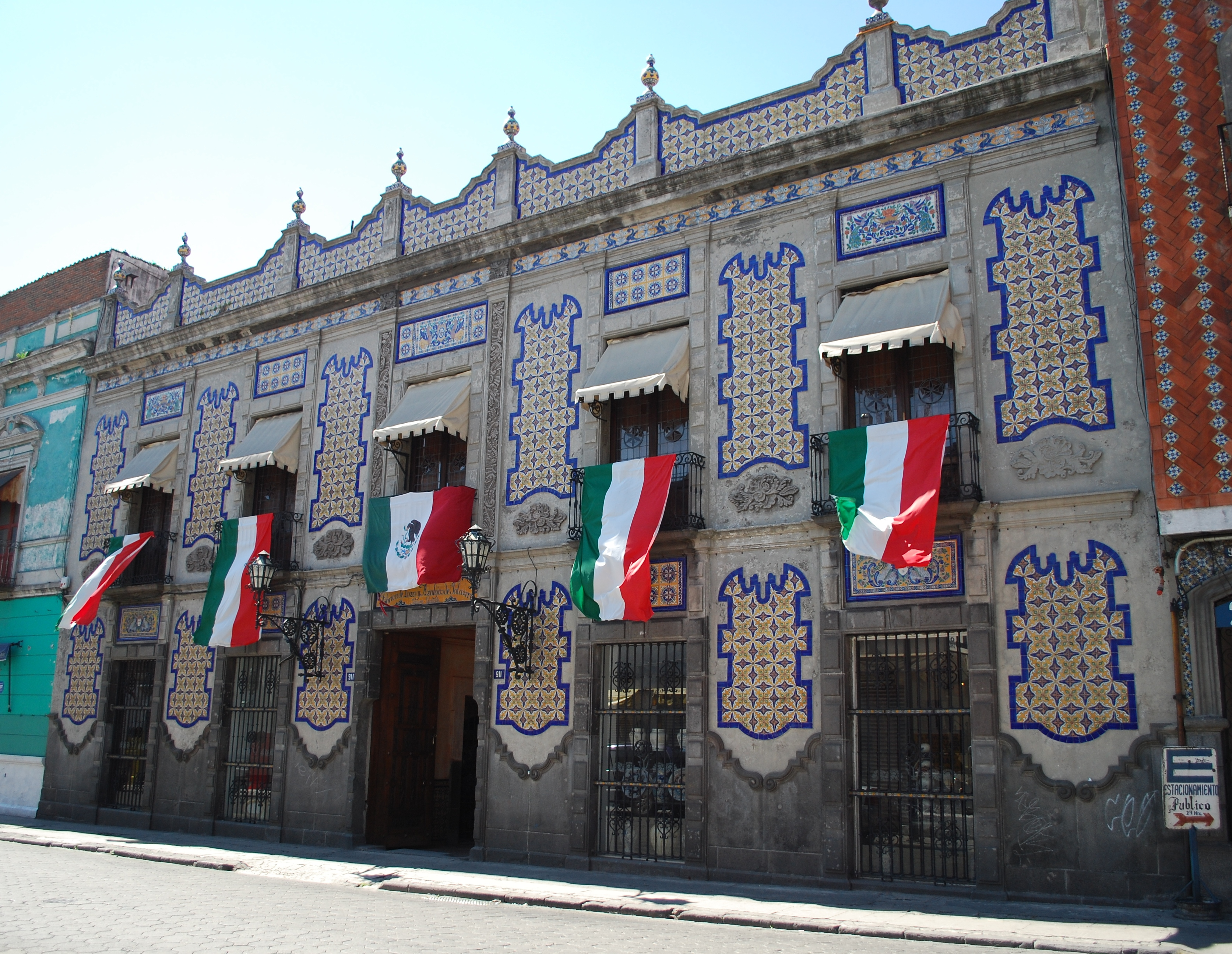
Fachada del taller Uriarte en Puebla, México.

Uriarte Talavera es una empresa fabricante de cerámica de Talavera establecida en 1824 en la ciudad de Puebla, México. Inició como un taller familiar creado por Dimas Uriarte, pero hoy en día es dirigida por un grupo empresarial; no obstante, la empresa sigue utilizando los métodos de fabricación del siglo XVI. Gran parte de su trabajo todavía utiliza los diseños y colores tradicionales y son elegibles para los certificados de autenticidad emitidos por el gobierno mexicano, pero también han experimentado con nuevos diseños y formas desde principios del siglo XX. Esto incluye colaboraciones con diversos artistas plásticos para crear diseños modernos e incluso piezas artísticas.

## Historia

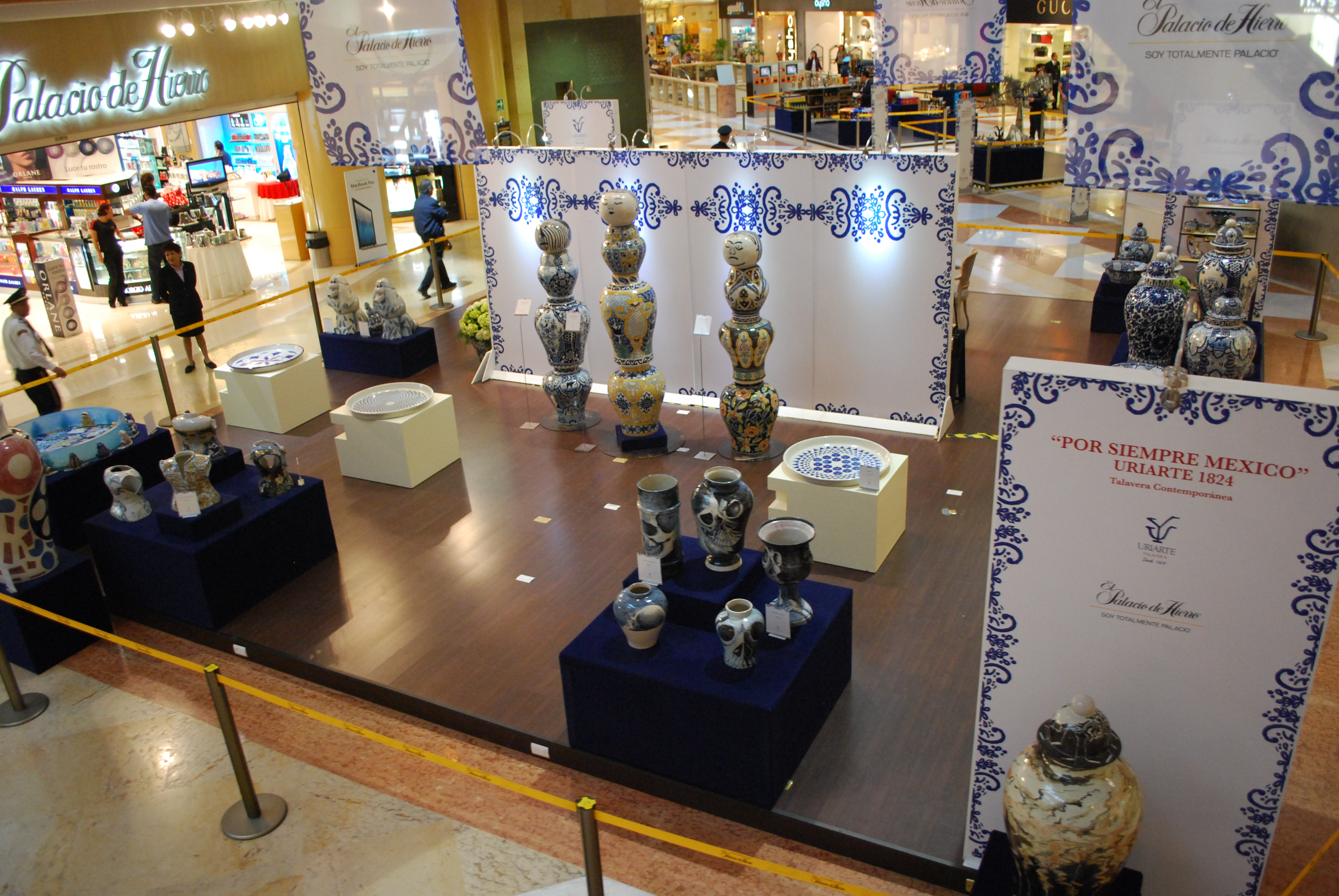
Exhibición de Uriarte Talavera en El Palacio de Hierro.

Uriarte es uno de los más antiguos productores de cerámica de Talavera en México. Se trata de una especie de mayólica, nombrada así por la ciudad de Talavera de la Reina en España, que desarrolló esta técnica cerámica de orígenes árabes y chinos y la llevó a México después de la conquista del Imperio Azteca. Aunque la mayólica se fabricó en numerosos lugares de México, su elaboración llegó a ser altamente refinada en la ciudad de Puebla, especialmente de 1650 a 1750. Los trabajos de Talavera se distinguen por las finas arcillas que se encuentran en esta zona, cocidas con un barniz de plomo y estaño a altas temperaturas. Este esmalte es ligeramente amarillo y blanco. La decoración se realiza solo en negro, azul cobalto, azul, amarillo, verde, rojo y a veces rosa fuerte, con el diseño ligeramente fundido con las grietas del esmalte. La auténtica Talavera todavía se realiza con los mismos métodos de fabricación utilizados en el siglo XVI y está hecha a mano. A principios del siglo XX, la artesanía fue menguando; sin embargo, la reconstrucción posterior a la Revolución Mexicana creó una demanda de azulejos y los coleccionistas comenzaron a interesarse en el trabajo. Se crearon grandes colecciones en el Museo Metropolitano de Arte y el Museo de arte de Pensilvania. En México, el alemán Franz Mayer comenzó también una colección y abrió su propio museo en 1986 con la colección de Talavera más grande del mundo, que consta de 726 piezas fabricadas entre los siglos XVII y XIX.
El taller Uriarte se fundó en 1824, cuando la familia adquirió unas instalaciones antiguamente llamadas La Guadalupana. El primer propietario fue Dimas Uriarte. Desde entonces y hasta finales del siglo XIX permaneció en la familia, con producción limitada principalmente a platos y copas y más tarde algunos azulejos. El artista catalán Enrique Luis Ventosa llegó a Puebla en 1897, en un momento en que la artesanía estaba en peligro de desaparecer. El taller Uriarte era uno los seis que existían en Puebla. Ventosa trabajó con este y otros talleres para revivir la artesanía, logrando un éxito evidente para 1907. Uriarte introdujo la electricidad en el taller en 1910, lo que le permitió producir y crecer más, convirtiéndose en el taller más grande y conocido de Puebla. A partir de 1922, Ventosa empezó a trabajar con Ysauro Uriarte Martínez, que recién había heredado el taller de Dimas. Durante ese tiempo, Ventosa trabajó en la decoración, mientras que Uriarte elaboraba los recipientes, las piezas eran firmadas por ambos, pero utilizando iniciales decorativas en lugar de las firmas completas. Los dos hombres colaboraron para elevar la calidad de las piezas utilitarias y a la vez crear obras únicas de arte cerámico introduciendo el arte precolombino en los motivos junto con las influencias islámicas, chinas e italianas ya presentes. Hubo incluso un toque de estilo Art Nouveau. También experimentaron con algunos otros diseños, como un resurgimiento del lustre hispano-musulmán y cociendo óxidos a diferentes temperaturas para cambiar la apariencia de los esmaltes. Para 1923, Uriarte fue uno de los cuatro talleres que sobrevivieron a la Revolución Mexicana; continuó siendo operado por la familia hasta principios de los años 1990, cuando fue vendido a un grupo de empresarios. La empresa decidió convertir el nombre en una franquicia en 1994 y abrió las dos primeras tiendas en Cancún y San Diego. Durante esa época, Uriarte se convirtió en uno de los primeros talleres elegibles para recibir un certificado de autenticidad de parte del gobierno para su Talavera.

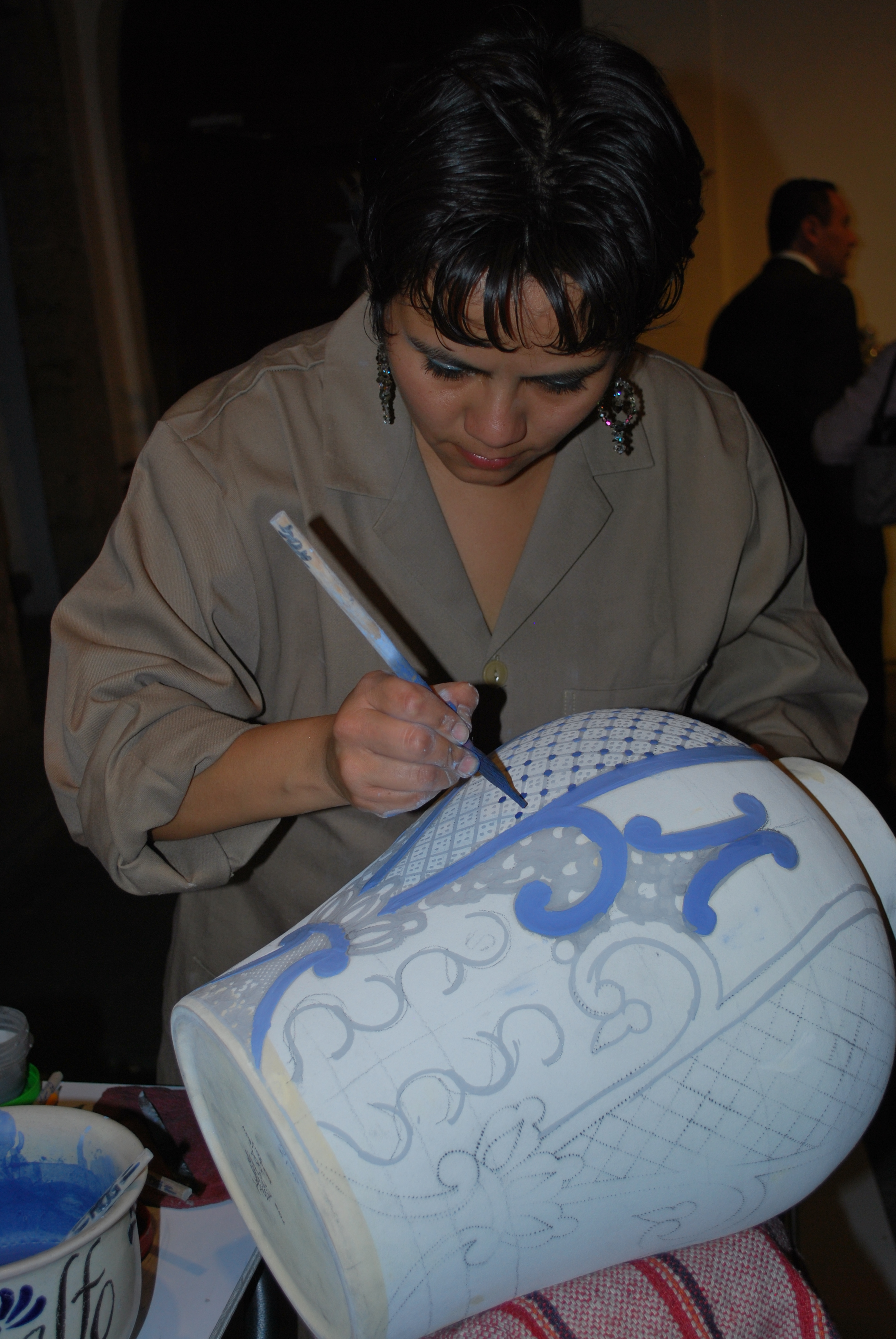
Demostración de la decoración de una pieza de Talavera.

## Producción
Uriarte fabrica aproximadamente 20 000 piezas al mes en promedio y casi la mitad de su producción se exporta a los Estados Unidos, Francia, Italia, Egipto, Australia, Chile y otros países.
Como sigue utilizando los métodos de fabricación del siglo XVI, sus diseños y procesos son únicos y no elaboran dos piezas exactamente iguales ya que están hechas completamente a mano, por lo que el procesamiento de algunas de ellas puede tomar hasta tres meses. Las piezas son registradas con un número de serie y la mayoría están firmadas por el artesano que las crea. El taller ha trabajado con artistas como José Luis Cuevas, Jan Hendrix, Ricardo Regazzoni, Manuel Felguérez y Georgina Farías para crear nuevos diseños; estos forman parte de una colección llamada «Talavera contemporánea», que engloba 130 piezas diseñadas por 57 artistas. Ejemplos de estas obras han sido expuestas en museos de México, Estados Unidos y Canadá.

## Exhibiciones en museos
Algunas piezas de este taller pueden verse en las colecciones permanentes del Museo José Luis Bello y González en Puebla y el Museo Franz Mayer de la Ciudad de México. En 2012, el taller, junto con el Museo Franz Mayer, patrocinó una exposición denominada «El cinco de mayo de 1862 - Uriarte Talavera Contemporánea». Fue un proyecto que involucró a varios artistas junto con artesanos de la empresa para crear 64 piezas y once murales relacionados con la batalla de Puebla, para conmemorar el 150 aniversario de la batalla. Los artistas incluyen a Aída Aguilera, Luis Argudín, Silvia Barbescu, Feliciano Béjar, Marna Bunnell, Marcos Castro, Alberto Castro Leñero, Francisco Castro Leñero, Joaquín Conde, Alex Dorfsman, Mónica Dower, Demián Flores, Pedro Friedeberg, Cisco Jiménez, Luis Nishizawa, Maribel Portela y Cristina Rubalcava. La exposición fue mostrada en México, Estados Unidos y Canadá.